# Colastes kiefferi
Colastes kiefferi är en stekelart som först beskrevs av Nomine 1938.  Colastes kiefferi ingår i släktet Colastes och familjen bracksteklar. Inga underarter finns listade i Catalogue of Life.